# Urumczi (stacja kolejowa)
Urumczi (chiń. 乌鲁木齐站; pinyin Wūlǔmùqí Zhàn) – stacja kolejowa w Urumczi, w regionie autonomicznym Sinciang, w Chińskiej Republice Ludowej. Znajduje się na linii kolejowej Lanzhou – Sinciang oraz Urumczi – Jinghe.

## Historia
Stacja została wybudowana w 1962. Obecny budynek został otwarty 25 kwietnia 2004.